# Маккрей, Джорджиана
Джорджиана Хантли Маккрей (англ. Georgiana Huntly McCrae; 15 марта 1804, Лондон — 24 мая 1890, Мельбурн) — британская и австралийская художница, автор дневников.

## Биография и творчество
Джорджиана Хантли родилась в 1804 году в Лондоне. Она была незаконнорождённой дочерью Джорджа Гордона, маркиза Хантли. Джорджиана училась в школе при монастыре, основанном французскими эмигрантами, благодаря чему свободно владела французским языком. Помимо него, она знала латынь и древнееврейский. Главным её увлечением была живопись; в числе её учителей были Джон Варли, Джон Гловер и Чарльз Хейтер. В годы обучения в Королевской академии художеств она получила медали за миниатюры и акварельные портреты.
После окончания учёбы Джорджиана около семи лет жила в замке Гордон в Шотландии, после чего переселилась в Эдинбург. В период с 1827 по 1830 год она написала около 50 портретов. В 1830 году Джорджиана вышла замуж за Эндрю Маккрея, родственника Гордонов. С 1834 года супруги жили в Лондоне. Через несколько лет Эндрю Маккрей решил эмигрировать в Австралию. Джорджиана с детьми присоединились к нему в 1841 году и поселились в Мельбурне, тогда как Эндрю, сменивший ряд работ и должностей, часто переезжал из города в город. В Австралии Джорджиана почти не писала портретов, которые ранее были основным её жанром, но делала много акварельных зарисовок окрестных пейзажей. Она также вела дневники и записывала свои воспоминания о детстве и юности, впоследствии опубликованные её внуком Хью Маккреем.
Джорджиана Маккрей умерла 24 мая 1890 года в Мельбурне. Некоторые её работы находятся в собрании Национальной галереи Виктории.